# Korfbal 1990-1991
Korfbalseizoen 1990-1991 is een korfbalseizoen van het KNKV. In dit seizoen is de opzet van de veldcompetitie en de zaalcompetitie hetzelfde; 2 Hoofdklasse poules met elk 8 teams. Elk team speelt 14 wedstrijden en de poulewinnaars nemen het tegen elkaar op in de finale. In de zaalcompetitie is 1 finalewedstrijd en op het veld is het een best-of-3 serie.

## Veldcompetitie KNKV
In seizoen 1990-1991 was de hoogste Nederlandse veldkorfbalcompetitie in de KNKV de Hoofdklasse; 2 poules met elk 8 teams. Na de competitie volgen 2 kruisfinalewedstrijden en de beide winnaars nemen het tegen elkaar op in een best-of-3 finaleserie.
Hoofdklasse Veld A
| pos | club            | gs | w  | g | v  | pnt | dv  | dt  | dt  |
| --- | --------------- | -- | -- | - | -- | --- | --- | --- | --- |
| 1.  | ROHDA           | 14 | 12 | 1 | 1  | 25  | 201 | 118 | +83 |
| 2.  | Die Haghe*      | 15 | 10 | 3 | 2  | 23  | 164 | 128 | +36 |
| 3.  | Allen Weerbaar* | 15 | 10 | 1 | 4  | 21  | 168 | 112 | +56 |
| 4.  | SCO             | 14 | 7  | 1 | 6  | 15  | 159 | 146 | +13 |
| 5.  | LDO             | 14 | 5  | 3 | 6  | 13  | 117 | 143 | -26 |
| 6.  | Kinderdijk      | 14 | 4  | 0 | 10 | 8   | 124 | 139 | -15 |
| 7.  | ZKC             | 14 | 3  | 0 | 11 | 6   | 101 | 159 | -58 |
| 8.  | DKOD            | 14 | 1  | 1 | 12 | 3   | 88  | 177 | -89 |

- = na de reguliere competitie had zowel Die Haghe als Allen Weerbaar 21 punten. Om te bepalen welke ploeg 2e zou worden en zich dus zou plaatsen voor de kruisfinale, moest er een beslissingswedstrijd worden gespeeld. Deze werd gewonnen door Die Haghe met 11-10, waardoor Die Haghe zich plaatste voor de kruisfinale

Hoofdklasse Veld B
| pos | club        | gs | w  | g | v  | pnt | dv  | dt  | dt  |
| --- | ----------- | -- | -- | - | -- | --- | --- | --- | --- |
| 1.  | Deetos      | 14 | 11 | 2 | 1  | 23  | 169 | 117 | +52 |
| 2.  | Oost-Arnhem | 14 | 10 | 1 | 3  | 21  | 184 | 144 | +40 |
| 3.  | PKC         | 14 | 10 | 0 | 4  | 20  | 185 | 135 | +50 |
| 4.  | DOS'46      | 14 | 7  | 1 | 6  | 15  | 175 | 175 | +0  |
| 5.  | Fortuna     | 14 | 4  | 4 | 6  | 12  | 160 | 176 | -16 |
| 6.  | Dalto       | 14 | 3  | 2 | 9  | 8   | 130 | 169 | -39 |
| 7.  | DVO         | 14 | 2  | 3 | 9  | 7   | 124 | 156 | -32 |
| 8.  | Wordt Kwiek | 14 | 2  | 2 | 10 | 6   | 138 | 193 | -55 |

|  | halve finale | halve finale | halve finale | halve finale |  |        | finale | finale | finale | finale |
|  |              |              |              |              |  |        |        |        |        |        |
|  |              |              |              |              |  |        |        |        |        |        |
|  | ROHDA        | 16           |              |              |  |        |        |        |        |        |
|  | Oost-Arnhem  | 15           |              |              |  |        |        |        |        |        |
|  |              |              |              |              |  | ROHDA  | 6      | 15     | 9      |        |
|  |              |              |              |              |  | Deetos | 12     | 11     | 8      |        |
|  | Deetos       | 16           |              |              |  |        |        |        |        |        |
|  | Die Haghe    | 10           |              |              |  |        |        |        |        |        |

| Veldkampioen van Nederland 1991 |
| ------------------------------- |
| ROHDA                           |

## Zaalcompetitie KNKV
In seizoen 1990-1991 was de hoogste Nederlandse zaalkorfbalcompetitie in de KNKV de Hoofdklasse; 2 poules met elk 8 teams. Het kampioenschap is voor de winnaar van de kampioenswedstrijd, waarin de kampioen van de Hoofdklasse A tegen de kampioen van de Hoofdklasse B speelt.
 Hoofdklasse A
| pos | club            | gs | w  | g | v  | pnt | dv  | dt  | dt  |
| --- | --------------- | -- | -- | - | -- | --- | --- | --- | --- |
| 1.  | Oost-Arnhem     | 14 | 14 | 0 | 0  | 28  | 207 | 161 | +45 |
| 2.  | Fortuna         | 14 | 8  | 1 | 5  | 17  | 211 | 199 | +12 |
| 3.  | PKC             | 14 | 7  | 2 | 5  | 16  | 182 | 181 | +1  |
| 4.  | DOS'46          | 14 | 5  | 2 | 7  | 12  | 214 | 227 | -13 |
| 5.  | SCO*            | 16 | 5  | 2 | 9  | 12  | 215 | 231 | -16 |
| 6.  | Drachten*       | 16 | 5  | 2 | 9  | 12  | 200 | 221 | -21 |
| 7.  | Allen Weerbaar* | 16 | 6  | 0 | 10 | 12  | 225 | 216 | +9  |
| 8.  | Die Haghe       | 14 | 3  | 3 | 8  | 9   | 193 | 211 | -18 |

- = na de reguliere competitie stonden Allen Weerbaar, Drachten en SCO op een gedeelde 7e plaats. Om te bepalen welke ploeg definitief 7e zou worden en dus zou degraderen, werd een driekamp gespeeld. SCO won van Drachten met 9-13, Allen Weerbaar won van SCO met 16-12 en Drachten won van Allen Weerbaar met 16-11. Alle ploegen hadden hierdoor 1 gewonnen en 1 verloren en werd de beslissing genomen op onderling doelsaldo. Allen Weerbaar degradeerde.

Hoofdklasse B
| pos | club          | gs | w  | g | v  | pnt | dv  | dt  | dt   |
| --- | ------------- | -- | -- | - | -- | --- | --- | --- | ---- |
| 1.  | Deetos        | 14 | 10 | 2 | 2  | 22  | 249 | 174 | +75  |
| 2.  | ROHDA         | 14 | 10 | 1 | 3  | 21  | 258 | 203 | +55  |
| 3.  | AKC Blauw-Wit | 14 | 9  | 1 | 4  | 19  | 260 | 200 | +60  |
| 4.  | Dalto         | 14 | 8  | 0 | 6  | 16  | 220 | 206 | +14  |
| 5.  | Keizer Karel  | 14 | 7  | 1 | 6  | 15  | 200 | 227 | -27  |
| 6.  | AKC           | 14 | 5  | 3 | 6  | 13  | 221 | 227 | -6   |
| 7.  | LDO           | 14 | 2  | 1 | 11 | 5   | 209 | 259 | -50  |
| 8.  | DKOD          | 14 | 0  | 1 | 13 | 1   | 158 | 279 | -121 |

### Topscoorders van de zaalcompetitie
| Naam              | Club          | Goals |
| ----------------- | ------------- | ----- |
| Bart Schaafsma    | Dalto         | 76    |
| Rini van der Laan | AKC Blauw-Wit | 48    |

De finale werd gespeeld op zaterdag 16 maart 1991 in sportpaleis Ahoy, Rotterdam
| Hoofdklasse Finale |             |    |
|                    |             |    |
| A1                 | Oost-Arnhem | 10 |
| B1                 | Deetos      | 12 |

| Zaalkampioen van Nederland 1991 |
| ------------------------------- |
| Deetos                          |

## Prijzen
| Award                             | Winnaar            | Club          |
| --------------------------------- | ------------------ | ------------- |
| Beste Speler                      | Erik Wolsink       | Oost-Arnhem   |
| Beste Speelster                   | Rini van der Laan  | AKC Blauw-Wit |
| Coach van het Jaar                | Jaap Lenstra       | AKC Blauw-Wit |
| Beste Debutant van het Jaar       | Frank Landkroon    | AKC           |
| Beste Debutante van het Jaar      | Wendy Ek           | Fortuna       |
| Beste Scheidsrechter van het Jaar | Ton van der Laaken |               |